# Жан Фуке
Жан Фуке (фр. Jean Fouquet) — французький художник та мініатюрист. Майстер панно та ілюмінування рукописів, він вважається одним із найвидатніших митців пізньоготичної доби та раннього Ренесансу.

## Життєпис
Жан Фуке народився в Турі. Про його життя відомо небагато, але відомо, що він був в Італії до 1447 року, коли виконав портрет Папи Євгенія IV. Після повернення до Франції працював придворним художником Карла VII. Ближче до кінця своєї кар'єри він був королівським художником при дворі Людовика ХІ. 
Жан Фуке, вихований на зразках французької готики, в своїх роботах поєднує досягнення італійських художників (перспектива, ракурс та об'єм) з деталізацією притаманною фламандському живопису.
Значну частину робіт художника складають ілюстрації до історичних хронік, таких як «Великі французькі хроніки», «Юдейські старожитності» Йосипа Флавія, «Про нещастя знаменитих людей» Джованні Бокаччо та інші.
Визнаний своїми сучасниками, Жан Фуке піддається забуттю впродовж століть допоки в XIX столітті французькі та німецькі художники представники романтизму відроджують його славу. Цьому особливо посприяла виставка примітивного французького мистецтва влаштована в 1904 році Національною бібліотекою Франції, яка дозволила об'єднати та популяризувати розпорошені роботи художника.

## Творчість
Досконалість Фуке в ілюмінуванні, його точність у відображенні найдрібніших деталей і його здатність чітко описувати характеристики в роботах дрібного масштабу забезпечили йому видатне становище у французькому мистецтві. Його важливість як художника була продемонстрована, коли його портрети та вівтарні образи були вперше зібрані з різних частин Європи для виставки «Французьких примітивів», що відбувалася в Національній бібліотеці в Парижі.

## Галерея

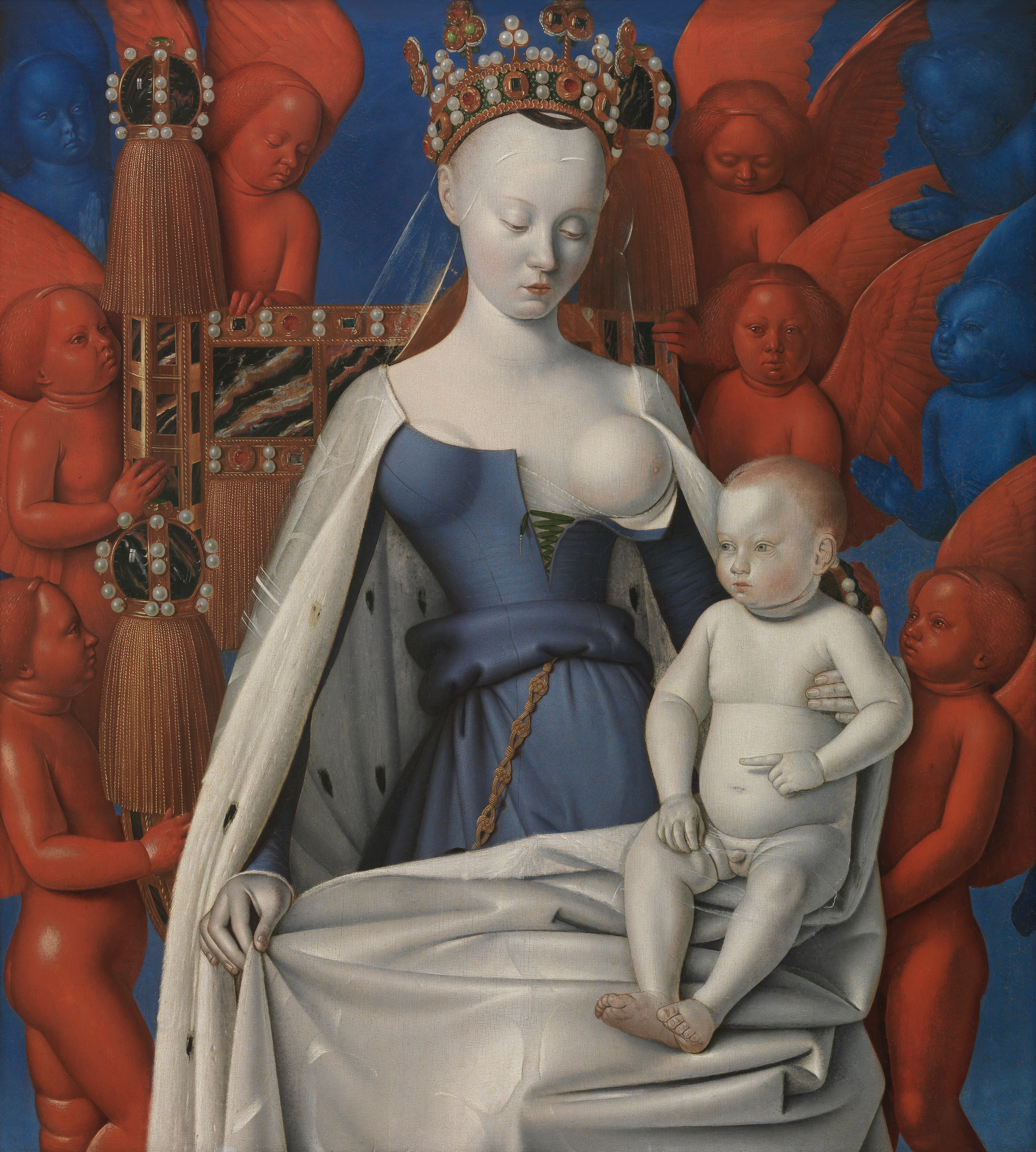
Жан Фуке. Богородиця з немовлям в оточенні ангелів. Права стулка Меленського диптиха. Близко 1450 року. Королівський музей витончених мистецтв. Антверпен

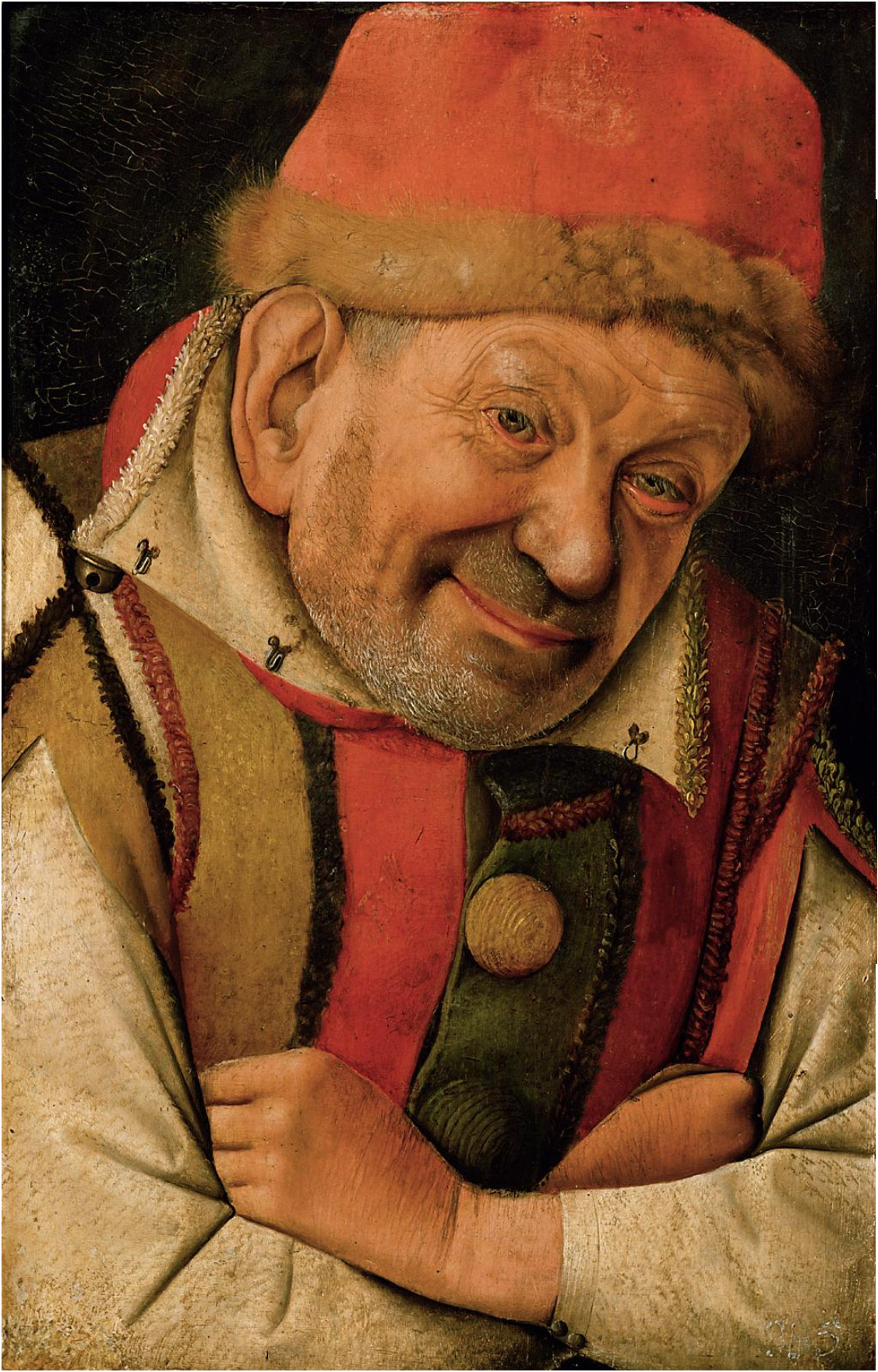
Жан Фуке. Портрет придворного блазня Гонелли

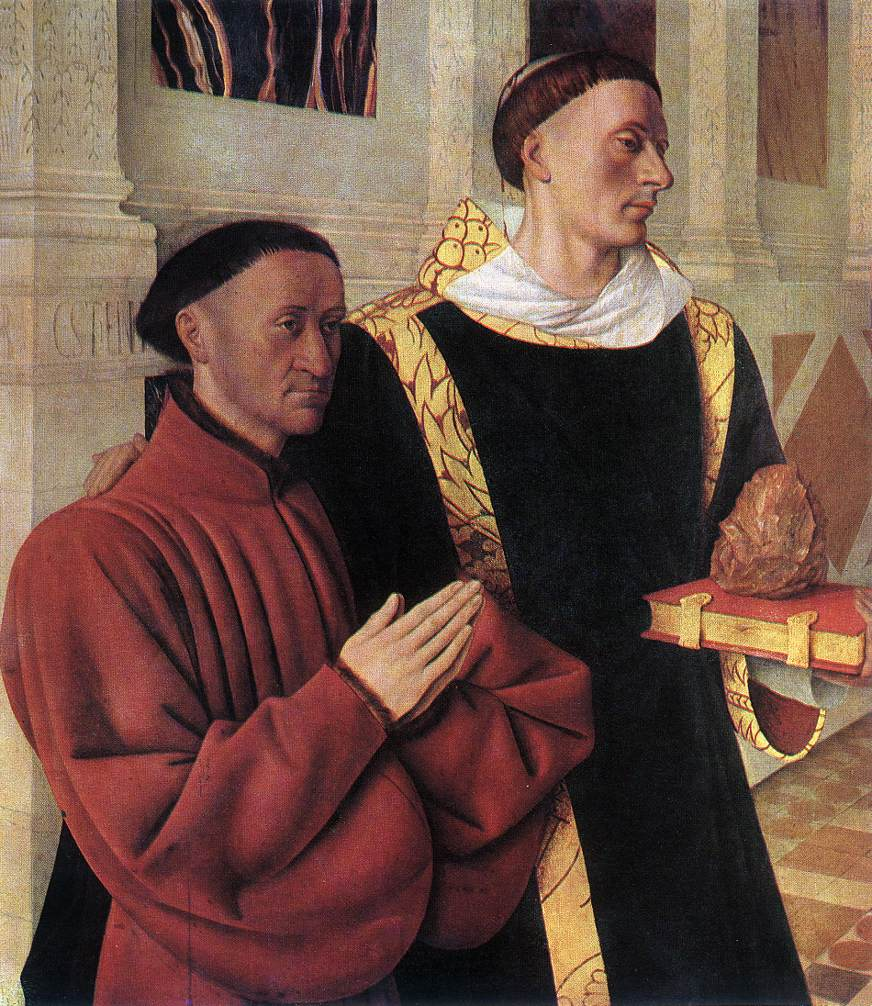
Жан Фуке. Етьєн Шевальє і св. Стефан. Ліва стулка Меленського диптиха. близько 1450 року. Картинна галерея. Берлін